# Carlo Vanvitelli
Carlo Vanvitelli (Nápoles, 1739 - 1821) fue un ingeniero y arquitecto italiano, hijo del más conocido Luigi Vanvitelli y, en gran parte, continuador de su estilo barrocoacademicista, ya carente de originalidad al haberse desarrollado al máximo el Neoclasicismo.
Estuvo activo principalmente en la zona de Nápoles y su entorno, y el grueso de su trabajo consistió en completar proyectos que su padre había dejado inacabados a su muerte, como el Palacio Real de Caserta. Esto le valió el cargo de primer arquitecto del Reino de las Dos Sicilias de manos del rey Fernando I, aunque nunca desarrolló un estilo característico propio.
- Datos: Q539220
- Multimedia: Carlo Vanvitelli / Q539220